# Häljarp
Häljarp è un'area urbana della Svezia situata nel comune di Landskrona, contea di Scania.
La popolazione rilevata nel censimento 2010 era di 2 795 abitanti.